# Typocaeta togoensis
Typocaeta togoensis là một loài bọ cánh cứng trong họ Cerambycidae.